# Gwendoline Eastlake-Smith
Gwendolyne « Gladys » Shirley Eastlake-Smith épouse Lamplough (14 août 1883 à Lewisham - 18 septembre 1941 à Middleham) est une joueuse de tennis britannique du début du XXe siècle. 
Elle a notamment obtenu la médaille d'or en simple dames (épreuve en salle) aux Jeux olympiques de 1908 à Londres, remportant la finale contre sa compatriote Angela Nora Greene.

## Palmarès (partiel)

### Titre en simple dames
| No | Date       | Nom et lieu du tournoi         | Catégorie     | Surface | Finaliste    | Score         |          |
| -- | ---------- | ------------------------------ | ------------- | ------- | ------------ | ------------- | -------- |
| 1  | 06-05-1908 | Jeux olympiques d'été, Londres | J. olympiques | NC      | Alice Greene | 6-2, 4-6, 6-0 | Parcours |

## Parcours aux Jeux olympiques

### En simple dames
| # | Date       | Nom de l'olympiade             | Surface        | Résultat | Ultime adversaire | Score         |          |
| - | ---------- | ------------------------------ | -------------- | -------- | ----------------- | ------------- | -------- |
| 1 | 06/05/1908 | Jeux olympiques d'été, Londres | Parquet (int.) | Or       | Alice Greene      | 6-2, 4-6, 6-0 | Parcours |